# Football Club Les Abeilles
 (août 2022).
Si vous disposez d'ouvrages ou d'articles de référence ou si vous connaissez des sites web de qualité traitant du thème abordé ici, merci de compléter l'article en donnant les références utiles à sa vérifiabilité et en les liant à la section « Notes et références ».
Maillots
Pour l’article homonyme, voir Football club Abeilles.
Football Club Les Abeilles (en arabe : النحل ), plus couramment abrégé en FC Les Abeilles, est un club comorien de football fondé en 1991, basé à Mboudé Ya Djou sur l'île de Grande Comore.
Détenu par un entrepreneur como-américain Ismael Hassane. (également président du club), le club est surnommé Ndé zé Gnochi, ce qui signifie « Les abeilles »

## Palmarès
| Compétitions nationales                      |
| -------------------------------------------- |
| - Coupe des Comores (1) : - Vainqueur : 2018 |